# OutKast
Pour les articles homonymes, voir Outcast.
OutKast est un groupe de hip-hop américain, originaire d'Atlanta, en Géorgie. Son style musical est un mélange de Dirty South, G-funk, soul, neo soul, rock, crunk, RnB et jazz. Il se compose des rappeurs André « André 3000 » Benjamin (anciennement Dré) et Antwan « Big Boi » Patton. Groupe de hip-hop populaire et acclamé, il popularise le genre Dirty South dans les années 1990, mêlant plusieurs genres comme le funk, la soul, la musique psychédélique, la techno, le gospel et le jazz,,. Il maintient une approche expérimentale dans sa musique et est largement félicité pour son originalité.
OutKast est l'un des groupes de rap ayant le plus de succès, en ayant vendu plus de 20 millions de copies de ses six albums dont le fameux Speakerboxxx/The Love Below, un double album contenant un album solo de chacun des membres du duo. Speakerboxxx/The Love Below est l'un des quatre albums de rap certifiés disque de diamant aux États-Unis (soit plus de 10 millions d'unités).

## Biographie

### Débuts (1992–1994)
Benjamin et Patton se rencontrent en 1992 au supermarché de Lenox Square. Les deux vivent au East Point d'Atlanta et étudient à la Tri-Cities High School. Pendant les cours, Benjamin et Patton participent à des battles à leur cafétéria. Les parents de Benjamin divorcent, et ce premier part vivre avec son père. Entretemps, Patton doit emménager avec ses quatre frères et six sœurs de Savannah à Atlanta. Benjamin et Patton s'allient finalement à Organized Noize, un groupe local de producteurs plus tard connu pour des hit singles composés pour TLC. Le duo cherche initialement à s'appeler 2 Shades Deep ou The Misfits, mais voyant que ces noms sont déjà pris, empruntent le nom de OutKast, basé sur le mot anglais outcast un synonyme de misfit (inadapté) dans le dictionnaire. Ils forment, avec Organized Noize et Goodie Mob, la Dungeon Family, en référence à la cave (baptisée le Donjon) qu'ils avaient transformée en studio. À l'âge de 17 ans, les membres d'Outkast signent un contrat sur le label La Face Records, jusque-là spécialisé dans le RnB, et font leurs débuts sur le remix What About Your Friends de TLC.
OutKast signe au label LaFace Records en 1992. En 1993, le duo sort son premier single, Player's Ball, un titre au son « funky », qui connaît un succès immédiat se classant à la première place des Hot Rap Songs pendant six semaines. En 1994, OutKast publie son premier album studio, Southernplayalisticadillacmuzik. Avec ce titre, André 3000 et Big Boi revendiquent leurs origines sudistes et leur « musique pour Cadillac ». Le second extrait de l'album est Git Up, Git Out, en featuring avec Goodie Mob. Ils font déjà contraste avec le gangsta rap de l’époque car ce titre décrie le statut des Afro-Américains dans le Sud du pays. L'année suivante, le duo gagne le Source Award de la meilleure révélation rap de l'année.

### ATLiensetAquemini(1996–1999)
Southernplayalisticadillacmuzik certifié disque de platine, LaFace Records attribue à OutKast un contrôle plus créatif et de l'argent d'avance pour leur nouvel album ATLiens. Le duo en profite pour recréer son image. Lors d'un voyage en Jamaïque avec le producteur Mr. DJ, les deux décident d'abandonner leurs tresses . Les deux s'accoutument également à jouer sur scène, en particulier Big Boi, et André 3000 change significativement son mode de vie, en suivant la mode, en devenant végétarien, et en arrêtant de fumer de la marijuana.
ATliens est publié le 27 août 1996 qui s'inspire du dub et du reggae. Sur ce deuxième album, André 3000 et Big Boi abandonnent les « personnages qui se défoncent » de leur premier album pour laisser place à des personnages plus futuristes, et produisent leurs propres chansons pour la première fois,. L'album se classe à la première place du Top R&B/Hip-Hop Albums et à la deuxième place du Billboard 200 avec 300 000 exemplaires vendus la première semaine de publication,. À cette époque, des rumeurs commencent circuler à propos d'une prétendue dissolution du groupe. Le single Elevators (Me & You) atteint la 12e place et reste 20 semaines consécutives au Billboard Hot 100 . ATLiens permet au groupe d'être reconnu par les fans de rap des côtes Est et Ouest
Un troisième album, Aquemini, vient démentir cette rumeur le 29 septembre 1998. Le nom de cet album est une combinaison des deux signes astrologiques des rappeurs : Aquarius (Verseau) et Gemini (Gémeaux) qui montrent qu'étant différents, ils s'accordent complètement. Cet album très novateur reçoit la note exceptionnelle de « 5 mics » décernée par le magazine The Source. Le premier single, intitulé Rosa Parks, est un hommage à la militante des droits civils des Afro-Américains et est un gros succès. Malheureusement celle-ci les poursuit pour s'être approprié son nom et y avoir accolé des paroles obscènes selon elle. La plainte de Rosa Parks sera finalement déboutée en avril 2005.

### Stankoniaet best-of (2000–2001)
En octobre 2000, sort Stankonia, le quatrième album, nommé d'après le studio de Bobby Brown où ils avaient enregistré Player's Ball et qu'ils avaient racheté peu de temps auparavant. Classé directement numéro deux au Billboard 200, cet album s'exporte beaucoup plus que les autres et est certifié quadruple disque de platine. Les deux premiers singles extraits de l'album sont B.O.B. (Bomb Over Bagdad) et Ms. Jackson. Dans le deuxième titre, André s'adresse à la mère d'Erykah Badu de qui il s'est récemment séparé après la naissance de leur fils Seven. Le troisième single, So Fresh, So Clean, est produit par Organized Noize. En 2001, Ms. Jackson et Stankonia remportent un Grammy Award chacun. À la même époque, le duo crée le label Aquemini Records. Slimm Calhoun, Konkrete, TCP et Killer Mike sortiront leurs albums sur ce label. Le succès de Stankonia draine de nouveaux fans à OutKast. Pitchfork classe Stankonia quatrième meilleur album entre 2000 et 2004. B.O.B. devient la chanson numéro un sur le même webzine
En décembre 2001, ils sortent un best-of intitulé Big Boi and Dre Present... Outkast qui comprend quelques inédits dont The Whole World featuring Killer Mike.

### Speakerboxxx/The Love Below(2002–2004)
En septembre 2003 OutKast sort son premier double album Speakerboxxx/The Love Below. Il s'agit en fait des deux albums solo des deux membres. Big Boi (le « player ») réalise Speakerboxxx dans le style dirty south et André 3000 (le « romantique »), The Love Below, inspiré du funk et de la musique pop. Les deux premiers singles qui sortent quasiment en même temps sont The Way You Move de Big Boi et Hey Ya d'André 3000. Ces deux extraits sont d'immenses succès et les deux clips largement diffusés sur les chaînes musicales. Ceci a contribué à ce que l'album atteigne les cinq millions de ventes, ce qui équivaut au statut d'album de diamant pour un double album. C'est seulement le troisième album de rap à obtenir cette certification après Please Hammer Don't Hurt 'Em de MC Hammer et Life After Death de The Notorious B.I.G..
André 3000 part ensuite dans une tout autre direction et délaisse leur label Aquemini. Big Boi reprend les choses en main et fonde fin 2004 Purple Ribbon Label, sur lequel sont signés Bubba Sparxxx, Sleepy Brown, Konkrete et Killer Mike. En 2006 sort l'album Idlewild qui est la bande 
originale du film Idlewild Gangsters Club dans lequel jouent les deux artistes.

### Idlewild(2005–2006)

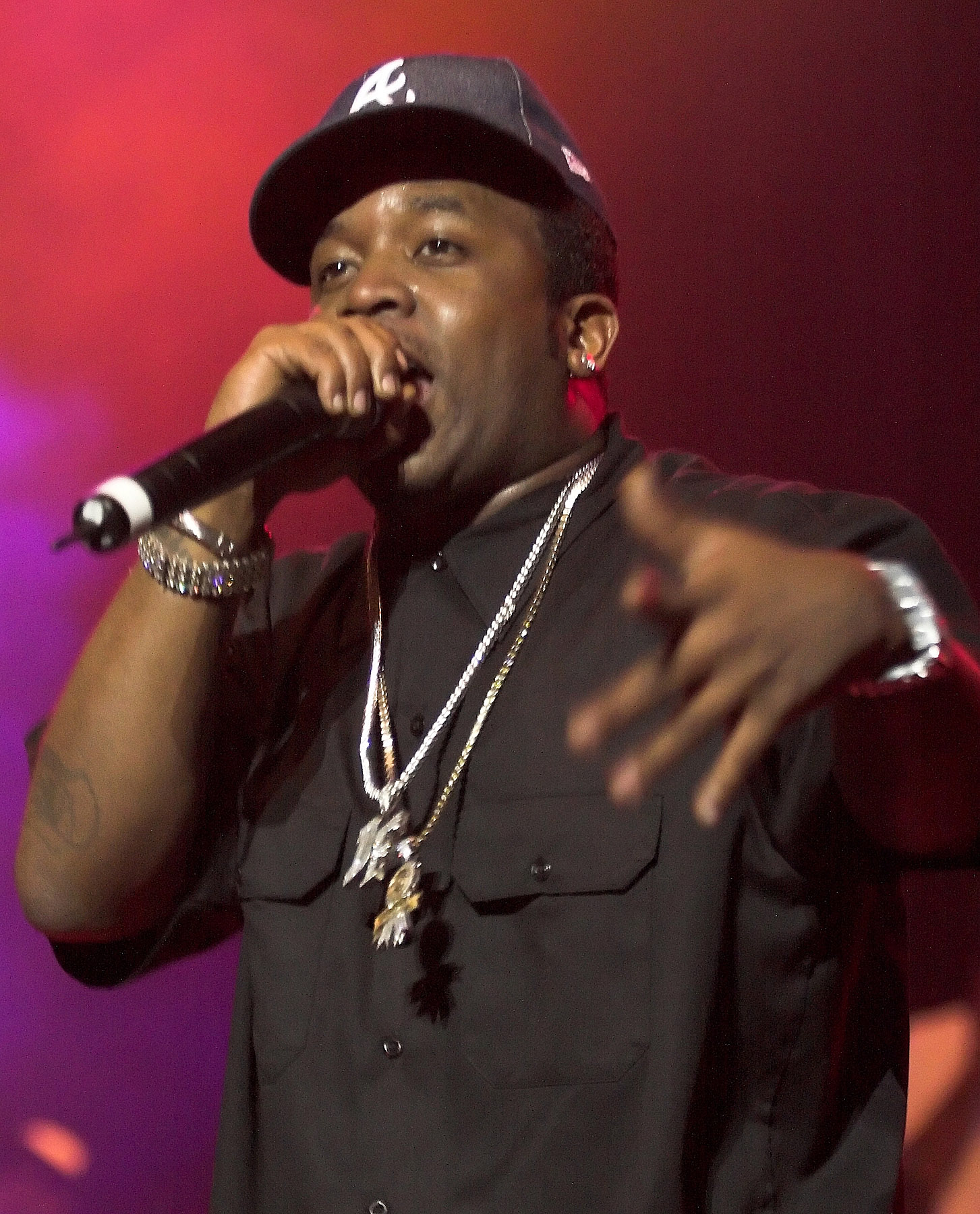
Big Boi sur scène à Atlanta en 2006.

Les membres se lancent dans la production d'un film Idlewild, réalisé par le réalisateur des clips vidéo d'OutKast, Bryan Barber. Idlewild est publié le 25 août 2006 par Universal Pictures. Sa bande originale est publiée le 22 août 2006. Dans une entrevue avec Billboard, Big Boi explique qu'« il s'agit d'un album d'OutKast. »
À l'origine prévu pour début 2005, la date de publication pour Idlewild est repoussée à décembre 2005, avant de le repousser encore pour 2006. L'album débute deuxième au Billboard 200 avec 196 000 exemplaires vendus en une semaine. Il atteint la dixième place des Top R&B/Hip-Hop Albums, la première place des Top Rap Albums, et la deuxième place des Top Digital Albums chart. L'album descend à la septième place du Billboard 200, avec 78 000 exemplaires vendus à la deuxième semaine et restera neuf semaines au classement du Billboard 200. Au Royaume-Uni, Idlewild débute à la seizième place du UK Albums Chart. Il descend à la 28e place à sa deuxième semaine dans les classements. Bien que classé dans 27 pays, l'album reste peu de temps dans les classements,. Le 26 août 2006, l'album est certifié disque de platine par la Recording Industry Association of America (RIAA), après un million de ventes aux États-Unis. Il est certifié disque d'or en termes de ventes par la Canadian Recording Industry Association en novembre 2006.

### Pause et travail solo (2007–2013)
En 2007, après la publication de l'album Idlewild sous le nom d'OutKast, Big Boi annonce un futur album solo. L'album est prévu sous le titre initial de Sir Lucious Left Foot: The Son of Chico Dusty. Le premier single promotionnel de l'album, Royal Flush, est publié en 2007, composé avec Raekwon et André 3000. Après plusieurs retards, l'album est publié à l'international en juillet 2010. Janelle Monáe, Vonnegutt 'le nouveau groupe de Big Boi) et les rappeurs T.I. et B.o.B y participent. Sir Lucious Left Foot: The Son of Chico Dusty est bien accueilli par la presse spécialisée qui prône le style musical varié et les paroles de Big Boi,. Dans une entrevue effectuée en juillet 2010 avec The Village Voice, Big Boi révèle travailler sur une suite de son album Sir Lucious Left Foot, intitulée Daddy Fat Sax: Soul Funk Crusader, expliquant y placer éventuellement dix chansons. Il prévoit y inclure « un tas d'échantillons de saxophone, un ténor, un soprano, et deux joueurs de saxo viendront sûrement à l'enregistrement du prochain album. ».
André 3000 revient rapper en 2007, après s'être éloigné du genre, participant à plusieurs remixes, comme Walk It Out, Throw Some D's, You, 30 Something, et des chansons originales comme International Players Anthem d'UGK, What a Job de Devin the Dude et Everybody de Fonzworth Bentley. En 2012, André 3000 est appelé pour jouer le rôle de Jimi Hendrix dans un film biopique intitulé Jimi: All Is by My Side, publié le 26 septembre 2014.

### Retour (depuis 2014)
Fin 2013, des rumeurs annoncent la reformation d'Outkast à l'occasion du festival Coachella en 2014. Ce sera confirmé le 8 janvier 2014 par une source officielle annonçant le duo en tête d'affiche du festival pour le 11 et 18 avril.
Le 13 janvier 2014, le duo annonce sur son site internet une tournée de 40 festivals à travers le monde pour célébrer le 20e anniversaire de leur premier album.

## Discographie

### Albums studio
- 1994 : Southernplayalisticadillacmuzik
- 1996 : ATLiens
- 1998 : Aquemini
- 2000 : Stankonia
- 2003 : Speakerboxxx/The Love Below
- 2006 : Idlewild

### Compilation
- 2001 : Big Boi and Dre Present... Outkast

### Singles
- 1993 : Player's Ball (album Southernplayalisticadillamusic)
- 1994 : Southernplayalisticadillacmuzik (album Southernplayalisticadillamusic)
- 1994 : Git Up, Git Out (album Southernplayalisticadillamusic)
- 1996 : Elevators (Me & You) (album ATliens)
- 1996 : ATLiens (album ATliens)
- 1997 : Jazzy Belle (album ATliens)
- 1998 : Skew It on the Bar-B (featuring Raekwon) (album Aquemini)
- 1998 : Da Art of Storytellin' (Pt. 1) (featuring Slick Rick) (album Aquemini)
- 1999 : Rosa Parks (album Aquemini)
- 2000 : B.O.B (album Stankonia)
- 2001 : Ms. Jackson (album Stankonia)
- 2001 : So fresh So Clean (album Stankonia)
- 2001 : So Fresh, So Clean (album Big Boi and Dre Present... OutKast)
- 2001 : The Whole World (featuring Killer Mike) (album Big Boi and Dre Present... OutKast)
- 2003 : Hey Ya! (album Speakerboxxx/The Love Below)
- 2003 : The Way You Move (album Speakerboxxx/The Love Below)
- 2003 : Roses (album Speakerboxxx/The Love Below)
- 2004 : Ghetto Musick (album Speakerboxxx/The Love Below)
- 2004 : Prototype (album Speakerboxxx/The Love Below)
- 2004 : Mighty O (album Speakerboxxx/The Love Below)
- 2006 : Morris Brown (featuring Sleepy Brown et Scar) (album Idlewild)
- 2006 : Idlewild Blue (Don'tchu Worry 'Bout Me) (album Idlewild)
- 2006 : Hollywood Divorce (featuring Lil Wayne et Snoop Dogg) (album Idlewild)
- 2006 : The Train (featuring Sleepy Brown et Scar) (album Idlewild)

## Filmographie
- 2006 : Idlewild Gangsters Club de Bryan Barber
- 2019 : Lost in Traplanta (web-série d'Arte) de Mathieu Rochet